# Салуццо
Салуццо (італ. Saluzzo, п'єм. Salusse) — муніципалітет в Італії, у регіоні П'ємонт,  провінція Кунео.
Салуццо розташоване на відстані близько 510 км на північний захід від Рима, 50 км на південь від Турина, 31 км на північ від Кунео.
Населення — 17 069 осіб (2014).
Щорічний фестиваль відбувається 7 вересня. Покровитель — San Chiaffredo.

## Демографія
Населення за роками:

Станом на 1 січня 2023 року в муніципалітеті офіційно проживало 2337 іноземців з 78 країн, серед них 393 громадяни країн Євросоюзу та 11 громадян України.

## Сусідні муніципалітети
- Карде
- Кастеллар
- Ланьяско
- Манта
- Моретта
- Паньо
- Ревелло
- Савільяно
- Скарнафіджі
- Торре-Сан-Джорджо